# Teofilo Spasojević
Teofilo Spasojević (v srbské cyrilici: Теофило Спасојевић; 21. ledna 1909 – 28. února 1970) byl srbský a jugoslávský fotbalista.

## Život
Hrál jako levý obránce, byl známý svým elegantním stylem, korektností a vynikajícím postavením v poli.
Začal hrát v mládežnických týmech bělehradského klubu SK Jugoslavija, kde hrál většinu své kariéry, od roku 1929 do roku 1935, s Milutinem Ivkovićem, který je mnohými považován za nejlepšího krajního obránce jugoslávského fotbalu před rokem 1941. Spolu tvořili jednu z nejlepších obran. Za klub odehrál 110 oficiálních zápasů.
Dvakrát hrál za jugoslávskou fotbalovou reprezentaci. Debutoval 6. května 1928 v Bělehradě proti Rumunsku při výhře 3:1 a jeho druhý a poslední zápas byl 3. srpna 1930. Šlo o přátelský zápas v Buenos Aires proti Argentině (prohra 1:3). Na Mistrovství světa ve fotbale 1930 byl součástí týmu, ale neodehrál žádný zápas. Přestože byl dobrým hráčem, konkurence v obraně mu nedovolila odehrát více utkání za národní tým.
Po ukončení hráčské kariéry se zapsal na Bělehradskou právnickou fakultu a získal titul. Zemřel v únoru roku 1970 ve věku 61 let.